# Porto Tolle
Porto Tolle település Olaszországban, Veneto régióban, Rovigo megyében. Lakosainak száma 9031 fő (2023. január 1.). Porto Tolle Porto Viro, Taglio di Po és Ariano nel Polesine községekkel határos.

## Népesség
A település lakossága az elmúlt években az alábbi módon változott:
| Lakosok száma | 9751 | 9663 | 9031 |
|               | 2017 | 2018 | 2023 |